# 雨乞山 (宇都宮市)
雨乞山（あまごやま）は栃木県宇都宮市にある山。標高は360m。南東側を姿川の源流である栗谷沢が流れ、北麓にはジェイセレモカントリークラブのゴルフコースがある。栗谷沢の沖積平野と当山の境界部には日枝神社、薬師如来堂、自性院の3つの寺社が南北に並ぶ。うち、最も南側に位置する日枝神社周辺には山王の地名が残る。

## 概要
雨乞山は、栃木県宇都宮市北西郊外の新里町にある標高360mの低山である。南に雲雀鳥屋、南西に天狗鳥屋、北西に鞍掛山、北東に半蔵山・羽黒山を擁し、これらの山々に取り囲まれた平地の中央部に在る独立峰である。当山の周囲は宇都宮県立自然公園の指定区域で自然豊かであり、周辺の沢ではムカシトンボの目撃例もある。
当山には中央峰（標高360m）、西峰、東峰（標高333m）の3つの主要ピークがある。この東峰の山頂下部には岩が露出しており、この箇所だけ木々が茂っていないため、東南側から当山を見るとこの岩が一際目立つ。
当山の北側には鞍掛山や半蔵山、羽黒山、池ノ鳥屋等といった500m級の峰が控えるため、宇都宮市街中北部の高台（宇都宮タワーや戸祭山など）から見ると、これらの峰に隠れてその存在はあまり目立たない。しかし、山麓部の新里町付近では栗谷沢（姿川）が流れる平地部に面しているため非常によく目立つ。
登山道は無く、愛好家が登山した痕跡がある程度である。木々が茂るため眺めもよくないが、東峰の下方にある岩のところからは宇都宮市街地が見晴らせる絶好の展望地である。

## 山名
当山には雨乞い伝説が伝わることから、『雨乞山』と呼ばれている。

## 周辺
本山の東麓には3つの寺社が並ぶ。日枝神社、薬師如来堂、自性院の3つで、特に日枝神社付近の地名は山王の地名が残る。
また、本山北麓にはジェイセレモカントリークラブ、南西麓には栃木県射撃場がある。

## 参考資料
- 日本国土地理院 地図閲覧サービス 2万5千分1地形図名：大谷(宇都宮)
- 宇都宮県立自然公園 指定書及び公園計画書
- 宇都宮県立自然公園 / 栃木県
- 昭文社 MAPPLE地図 栃木県宇都宮市新里町周辺の地図
- ゼンリン地図 栃木県宇都宮市新里町周辺の地図